# Campionati europei di sollevamento pesi 1911
I Campionati europei di sollevamento pesi 1911, 16ª edizione della manifestazione, si disputarono a Lipsia il 6 e il 7 maggio 1911.

## Formula
La formula prevedeva tre serie di sollevamenti:
- sollevamento a strappo a una mano;
- sollevamento a slancio a una mano;
- sollevamento a slancio a due mani.

## Titoli in palio
Si assegnarono titoli in quattro categorie.
| Categoria    | Eventi      |
| ------------ | ----------- |
| Pesi piuma   | 62,5 kg     |
| Pesi leggeri | 70 kg       |
| Pesi medi    | 80 kg       |
| Pesi massimi | Oltre 80 kg |

## Risultati
| Evento       | Oro              | Oro   | Argento        | Argento | Bronzo           | Bronzo |
| ------------ | ---------------- | ----- | -------------- | ------- | ---------------- | ------ |
| 62,5 kg.     | Moritz Becker    | 255,0 | Willy Vogt     | 230,0   | Adolf Welz       | 230,0  |
| 70 kg.       | Nikolaus Winkler | 260,0 | Max Morche     | 257,5   | Friedrich Müller | 247,5  |
| 80 kg.       | Hans Abraham     | 307,5 | Max Haase      | 292,5   | Otto Ansong      | 290,0  |
| Oltre 80 kg. | Berthold Tandler | 293,0 | Hermann Görner | 290,0   | Otto Gräser      | 280,0  |

## Medagliere
| Posiz. | Nazione  | Oro | Argento | Bronzo | Totale |
| ------ | -------- | --- | ------- | ------ | ------ |
| 1      | Germania | 3   | 4       | 4      | 11     |
| 2      | Austria  | 1   | 0       | 0      | 1      |
| Totale | Totale   | 4   | 4       | 4      | 12     |